# Kostel svatého Jiří (Purkarec)

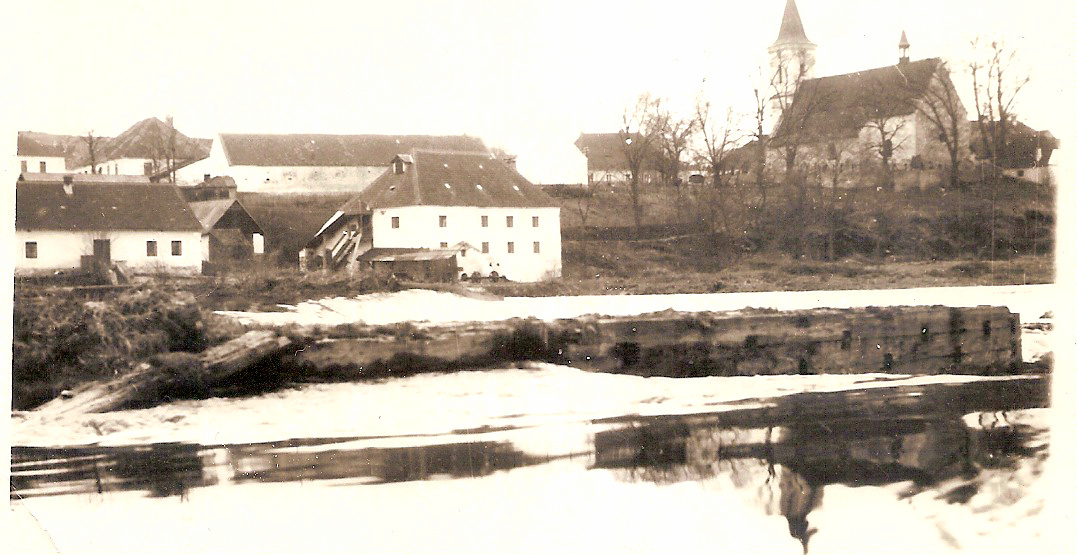
Purkarec a kostel svatého Jiří v roce 1960

Kostel svatého Jiří v Purkarci je bývalý farní, dnes filiální, kostel. Kostel pochází z doby okolo roku 1300, byl postavený na skále nad řekou Vltava. Presbytář, který má křížovou klenbu, a portál na jižní straně lodi je raně gotický. Ve středověku byl farním kostelem pro rozsáhlou farnost. V 2. polovině 18. století prošel kostel přestavbou. Štíty sakristie jsou z hrázděného zdiva, což u kostelů není obvyklé. Pseudorománská věž s přístavkem pro schodiště byla postavena v roce 1879, před tím měl kostel zvonici dřevěnou. Peníze na stavbu zděné věže věnoval ve své závěti domkář Josef Svoboda z dnes již zaniklého domku Purkarec č. 13. V souvislosti s napuštěním hněvkovického přehradního jezera se změnily situační poměry a kostel se dostal do těsné blízkosti Vltavy. Kostel byl zapsán do Ústředního seznamu kulturních památek České republiky.

## Architektura

### Exteriér
Kostel je samostatně stojící orientovaná zděná jednolodní stavba na půdorysu obdélníku s pravoúhlým závěrem (kněžištěm) a přisazenou věží k západnímu průčelí. K severní straně kněžiště je přistavěna hrázděná sakristie. Věž má na jižní straně přístavek se schodištěm na kruchtu a do věže. Fasáda má hladkou omítku s podstřešním kordonovou římsou. V severní a jižní okapové zdi jsou prolomena dvě okna. Kněžiště prosvětluje jedno okno.
Před západním průčelím je přistavěna hranolová věž s půlkruhovým výklenkem a okny ve zvonovém patře. Kostel je krytý sedlovou střechou s hambalkovým krovem, věž má střechu jehlanovou. Stavebním materiálem byl lomový kámen.
Kolem kostela je oválný hřbitov ohraničen omítanou zdí z lomového kamene s prejzy.

### Interiér
Loď je zaklenuta rovným stropem s fabionem, který nasedá po celém obvodu na fabionovou římsu. V kněžišti je jedno pole křížové klenby. Mezi kněžištěm a lodí je půlkruhový vítězný oblouk. Obdélná sakristie má valenou klenbu. Vchod do kostela vede podvěžím, které je zaklenuto křížovou klenbou, a pod kruchtou.
Zařízení kostela je rokokové z doby okolo roku 1780. Křtitelnice je kalichová kamenná (původem středověká, později upravená)  s cínovým víkem z roku 1712. V kostele je hlavní oltář a čtyři boční oltáře a kazatelna z 18. století. Obraz svatého Jiří na hlavním oltáři a obrazy na bočních oltářích jsou novodobé.